# محسن القزويني
محسن القزويني هو سياسي واقتصادي عراقي، شغل منصب وزير الزراعة في حكومة عبد الرزاق النايف التي استمرت فترة قصيرة بين 17 و 30 تموز 1968.
كان قبلها موظفا مرموقا وعريقا في المصارف، له نشاطات أدبية، نشأ في الحلة ودرست في مدارسها، وأسهم بكتابة فصول أدبية عن فلسفة جميل صدقي الزهاوي وشعره بإشراف محمد أحمد المهنا ، لتصير من محتويات كتاب «دراسات عن الزهاوي» بأقلام طلبة متوسطة الحلة.